# Gyula Krúdy
Gyula Krúdy (Nyíregyháza, 21 d'octubre del 1878 - Budapest, 12 de maig del 1933) fou un escriptor i periodista en hongarès.

## Biografia
Gyula Krúdy nasqué a Nyíregyháza l'any 1878. Son pare era advocat i sa mare feia de criada en una família aristocràtica, els Krúdy. Ja de jove, en Gyula començà a publicar articles periodístics i narracions de caràcter breu. Després d'haver treballat com a editor d'un diari durant prou de temps, Krúdy decidí de traslladar-se a Budapest, fet que va decebre son pare, que pretenia que el fill continuara la carrera júridica dins la família. La seua etapa de maduresa com a escriptor la componen les novel·les de la sèrie «Simbad», caràcter que comparteix nom amb el personatge principal de Les mil i una nits. En estos escrits, Krúdy empra tècniques narratives més o menys paral·leles al monòleg interior, tècnica que usaven autors com Virginia Woolf o James Joyce.
Les novel·les d'en Krúdy van ser força populars en el decurs de la Primera Guerra Mundial i la Revolució hongaresa de 1919. Això, però, no contribuí pas a millorar la seua situació econòmica, a causa de la seua problemàtica afecció per la beguda i el joc. El seu primer matrimoni fracassà, entre altres raons per la seua actitud promiscua. A la darreria dels anys vint i el començament dels trenta, la salut d'en Krúdy empitjorà i el seu reconeixement minvà destacablement. Els anys que seguiren la seua defunció el 1933, l'obra restà pràcticament oblidada, fins que el 1940 el novel·lista Sándor Márai va publicar En Simbad torna a casa, una narració ficcionalitzada del darrer jorn de la vida de Gyula Krúdy.